# Nickelodeon Original Movies
I Nickelodeon Original Movies sono i film realizzati e trasmessi dall'emitternte televisiva statunitense Nickelodeon.

## Elenco

### Anni 90
| N. | Film         | Trasmissione originale | Trasmissione italiana | Note        |
| -- | ------------ | ---------------------- | --------------------- | ----------- |
| 1  | Doom Runners | 25 aprile 1998         | Inedito               | [ 1 ] [ 2 ] |

### Anni 2000

#### 2000
| N. | Film                     | Trasmissione originale | Trasmissione italiana | Note  |
| -- | ------------------------ | ---------------------- | --------------------- | ----- |
| 1  | Blue's Big Musical Movie | 6 ottobre 2000         | Inedito               | [ 3 ] |
| 2  | Cry Baby Lane            | 28 ottobre 2000        | Inedito               | [ 4 ] |

#### 2001
| N. | Film                                       | Trasmissione originale | Trasmissione italiana |
| -- | ------------------------------------------ | ---------------------- | --------------------- |
| 1  | As Told by Ginger: Summer of Camp Caprice  | 7 luglio 2001          | Inedito               |
| 2  | The Wild Thornberrys: The Origin of Donnie | 18 agosto 2001         | Inedito               |

#### 2002
| N. | Film                                                   | Trasmissione originale | Trasmissione italiana |
| -- | ------------------------------------------------------ | ---------------------- | --------------------- |
| 1  | Rocket Power: Race Across New Zealand                  | 16 febbraio 2002       | Inedito               |
| 2  | La famiglia della giungla (The Wild Thornberrys Movie) | 20 dicembre 2002       | 18 aprile 2003        |

#### 2003
| N. | Film                                                                           | Trasmissione originale | Trasmissione italiana | Note  |
| -- | ------------------------------------------------------------------------------ | ---------------------- | --------------------- | ----- |
| 1  | The Electric Piper                                                             | 2 febbraio 2003        | Inedito               | [ 5 ] |
| 2  | Maniac Magee                                                                   | 23 febbraio 2003       | Inedito               | [ 6 ] |
| 3  | Due fantagenitori: Abra Catastrofe! (The Fairly OddParents: Abra-Catastrophe!) | 12 luglio 2003         | 2003                  |       |
| 4  | Rocket Power: Reggie's Big (Beach) Break                                       | 19 luglio 2003         | Inedito               |       |
| 5  | As Told by Ginger: Far from Home                                               | 9 agosto 2003          | Inedito               |       |

#### 2004
| N. | Film                                                                      | Trasmissione originale | Trasmissione italiana | Note  |
| -- | ------------------------------------------------------------------------- | ---------------------- | --------------------- | ----- |
| 1  | The Jimmy Timmy Power Hour                                                | 7 maggio 2004          | Inedito               | [ 7 ] |
| 2  | The Adventures of Jimmy Neutron: Boy Genius: Win, Lose, and Kaboom        | 9 luglio 2004          | Inedito               |       |
| 3  | Rocket Power: Island of the Menehune                                      | 16 luglio 2004         | Inedito               |       |
| 4  | Due fantagenitori: Fanta Zapping (The Fairly OddParents: Channel Chasers) | 23 luglio 2004         | 2004                  |       |

#### 2005
| N. | Film                                                                  | Trasmissione originale | Trasmissione italiana | Note  |
| -- | --------------------------------------------------------------------- | ---------------------- | --------------------- | ----- |
| 1  | Rugrats: Tales from the Crib: Snow White                              | 6 settembre 2005       | Inedito               |       |
| 2  | The Naked Brothers Band: Il film (The Naked Brothers Band: The Movie) | 23 ottobre 2005        | ????                  | [ 9 ] |

#### 2006
| N. | Film                                                       | Trasmissione originale | Trasmissione italiana | Note   |
| -- | ---------------------------------------------------------- | ---------------------- | --------------------- | ------ |
| 1  | Drake e Josh vanno a Hollywood (Drake & Josh Go Hollywood) | 6 gennaio 2006         | 4-5-6 marzo 2009      | [ 10 ] |
| 2  | The Jimmy Timmy Power Hour 2: When Nerds Collide           | 16 gennaio 2006        | 2008                  |        |
| 3  | The Jimmy Timmy Power Hour 3: The Jerkinators              | 21 luglio 2006         | 2009                  |        |
| 4  | Rugrats: Tales from the Crib: Three Jacks and a Beanstalk  | 5 settembre 2006       | Inedito               |        |

#### 2007
| N. | Film | Trasmissione originale | Trasmissione italiana          | Note   |
| -- | --- | ---------------------- | ------------------------------ | ------ |
| 1  | Jimmy Neutron: Boy Genius | 25 maggio 2007         | Inedito                        |        |
| 2  | "Guida a gite, permessi, segni e donnole", episodio della serie Ned - Scuola di sopravvivenza (Ned's Declassified School Survival Guide: Field Trips, Permission Slips, Signs and Weasels) | 8 giugno 2007          | 20 marzo 2008                  | [ 11 ] |
| 2  | "Guida a gite, permessi, segni e donnole", episodio della serie Ned - Scuola di sopravvivenza (Ned's Declassified School Survival Guide: Field Trips, Permission Slips, Signs and Weasels) | 8 giugno 2007          | 21 marzo 2008                  | [ 11 ] |
| 3  | Nolan - Come diventare un supereroe (Shredderman Rules) | 9 giugno 2007          | 22 aprile 2008 (uscito in DVD) | [ 12 ] |
| 4  | L'ultimo giorno d'estate (The Last Day of Summer) | 20 luglio 2007         | ????                           | [ 13 ] |
| 5  | "Gamberi giganti parte 1" e "Gamberi giganti parte 2", episodi della serie Drake & Josh (Drake & Josh: Really Big Shrimp)                                                                  | 3 agosto 2007          | 11 gennaio 2009                | [ 14 ] |
| 6  | Roxy Hunter e il fantasma del mistero (Roxy Hunter and the Mystery of the Moody Ghost) | 30 ottobre 2007        | ????                           |        |

#### 2008
| N. | Film                                                                                               | Trasmissione originale | Trasmissione italiana         | Note          |
| -- | -------------------------------------------------------------------------------------------------- | ---------------------- | ----------------------------- | ------------- |
| 1  | Roxy Hunter e il segreto dello stregone (Roxy Hunter and the Secret of the Shaman)                 | 1 febbraio 2008        | 6 maggio 2008 (uscito in DVD) |               |
| 2  | Due fantagenitori 5: È arrivato Baby Poof (The Fairly OddParents: Fairly OddBaby)                  | 18 febbraio 2008       | 2008                          | [ 15 ]        |
| 3  | "Orsi polari", episodio della serie The Naked Brothers Band (The Naked Brothers Band: Polar Bears) | 6 giugno 2008          | 2009                          | [ 16 ]        |
| 4  | Roxy Hunter and the Myth of the Mermaid                                                            | 13 luglio 2008         | Inedito                       |               |
| 5  | Sozin's Comet: The Final Battle                                                                    | 19 luglio 2008         | Inedito                       | [ 17 ]        |
| 6  | Gym Teacher: The Movie                                                                             | 12 settembre 2008      | Inedito                       | [ 18 ]        |
| 7  | Roxy Hunter and the Horrific Halloween                                                             | 31 ottobre 2008        | Inedito                       |               |
| 8  | Dora the Explorer: Dora Saves the Snow Princess                                                    | 3 novembre 2008        | Inedito                       |               |
| 9  | iCarly va in Giappone (iCarly: iGo to Japan)                                                       | 8 novembre 2008        | 15 settembre 2009             | [ 19 ] [ 20 ] |
| 10 | Merry Christmas, Drake & Josh (Merry Christmas, Drake & Josh)                                      | 5 dicembre 2008        | 22 dicembre 2013              | [ 21 ]        |

#### 2009
| N. | Film                                              | Trasmissione originale | Trasmissione italiana | Note   |
| -- | ------------------------------------------------- | ---------------------- | --------------------- | ------ |
| 1  | Spectacular! (Spectacular!)                       | 16 febbraio 2009       | 24 ottobre 2009       | [ 22 ] |
| 2  | Mr. Troop Mom                                     | 19 giugno 2009         | Inedito               | [ 23 ] |
| 3  | Dora the Explorer: Dora Saves the Crystal Kingdom | 1 novembre 2009        | Inedito               |        |

### Anni 2010

#### 2010
| N. | Film                                                                   | Trasmissione originale | Trasmissione italiana | Note   |
| -- | ---------------------------------------------------------------------- | ---------------------- | --------------------- | ------ |
| 1  | School Gyrls                                                           | 21 febbraio 2010       | Inedito               | [ 24 ] |
| 2  | Fred: The Movie                                                        | 18 settembre 2010      | Inedito               | [ 25 ] |
| 3  | Il ragazzo che gridava al lupo... mannaro (The Boy Who Cried Werewolf) | 23 ottobre 2010        | 31 ottobre 2011       | [ 26 ] |
| 4  | A Very School Gyrls Holla-Day                                          | 4 dicembre 2010        | Inedito               | [ 27 ] |

#### 2011
| N. | Film                                                                                     | Trasmissione originale | Trasmissione italiana | Note          |
| -- | ---------------------------------------------------------------------------------------- | ---------------------- | --------------------- | ------------- |
| 1  | Best Player (Best Player)                                                                | 12 marzo 2011          | 6 gennaio 2012        | [ 28 ]        |
| 2  | iParty con Victorious (iParty with Victorious)                                           | 11 giugno 2011         | 2011                  | [ 29 ] [ 30 ] |
| 3  | Un fantafilm - Devi crescere, Timmy Turner! (A Fairly Odd Movie: Grow Up, Timmy Turner!) | 9 luglio 2011          | 17 marzo 2012         | [ 31 ]        |
| 4  | Fred 2: Night of the Living Fred                                                         | 22 ottobre 2011        | Inedito               | [ 32 ]        |

#### 2012
| N. | Film                                     | Trasmissione originale | Trasmissione italiana | Note   |
| -- | ---------------------------------------- | ---------------------- | --------------------- | ------ |
| 1  | Big Time Movie (Big Time Movie)          | 10 marzo 2012          | 6 aprile 2014         | [ 33 ] |
| 2  | Rags (Rags)                              | 28 maggio 2012         | 31 dicembre 2015      | [ 34 ] |
| 3  | Un Fanta Natale (A Fairly Odd Christmas) | 29 novembre 2012       | ????                  | [ 35 ] |

#### 2013
| N. | Film                                                         | Trasmissione originale                                      | Trasmissione italiana | Note   |
| -- | ------------------------------------------------------------ | ----------------------------------------------------------- | --------------------- | ------ |
| 1  | Nicky Deuce                                                  | 27 maggio 2013                                              | 21 novembre 2016      | [ 36 ] |
| 2  | Anubis - La pietra di Ra (House of Anubis: Touchstone of Ra) | 17 giugno 2013 ( Stati Uniti) 14 giugno 2013 ( Regno Unito) | 14 giugno 2013        |        |
| 3  | Il grande colpo (Swindle)                                    | 24 agosto 2013                                              | 18 aprile 2014        | [ 39 ] |
| 4  | I Murphy (Jinxed)                                            | 29 novembre 2013                                            | 21 novembre 2014      | [ 40 ] |

#### 2014
| N. | Film                                     | Trasmissione originale | Trasmissione italiana | Note   |
| -- | ---------------------------------------- | ---------------------- | --------------------- | ------ |
| 1  | Terry the Tomboy                         | 21 giugno 2018         | Inedito               | [ 41 ] |
| 2  | Il FantaParadiso (A Fairly Odd Summer)   | 2 agosto 2014          | 28 giugno 2015        | [ 42 ] |
| 3  | A caccia di Babbo Natale (Santa Hunters) | 28 novembre 2014       | ????                  | [ 43 ] |

#### 2015
| N. | Film                                         | Trasmissione originale | Trasmissione italiana | Note          |
| -- | -------------------------------------------- | ---------------------- | --------------------- | ------------- |
| 1  | Adam & Adam (Splitting Adam)                 | 16 febbraio 2015       | 10 giugno 2015        | [ 44 ]        |
| 2  | Genie in a Bikini                            | 25 maggio 2015         | Inedito               | [ 45 ]        |
| 3  | Una pazza crociera (One Crazy Cruise)        | 19 giugno 2015         | 25 settembre 2015     | [ 46 ] [ 47 ] |
| 4  | The Massively Mixed-Up Middle School Mystery | 1 agosto 2015          | Inedito               | [ 48 ]        |
| 5  | Vampiro per caso (Liar, Liar, Vampire)       | 12 ottobre 2015        | 19 dicembre 2015      | [ 49 ]        |

#### 2016
| N. | Film                                                           | Trasmissione originale | Trasmissione italiana | Note          |
| -- | -------------------------------------------------------------- | ---------------------- | --------------------- | ------------- |
| 1  | Il mio amico è una bestia (Rufus)                              | 18 gennaio 2016        | 25 maggio 2018        | [ 50 ] [ 51 ] |
| 2  | Lost in the West (Lost in the West)                            | 28-30 maggio 2016      | 10-24 settembre 2016  | [ 52 ] [ 53 ] |
| 3  | Le leggende del tempio nascosto (Legends of the Hidden Temple) | 26 novembre 2016       | 8 giugno 2018         | [ 54 ]        |
| 4  | Albert (Albert)                                                | 9 dicembre 2016        | ????                  | [ 55 ]        |

#### 2017
| N. | Film                                                                           | Trasmissione originale | Trasmissione italiana | Note          |
| -- | ------------------------------------------------------------------------------ | ---------------------- | --------------------- | ------------- |
| 1  | Il mio amico è una bestia 2 (Rufus 2)                                          | 16 gennaio 2017        | 1 giugno 2018         | [ 56 ]        |
| 2  | Fuga dalla biblioteca di Mr. Lemoncello (Escape from Mr. Lemoncello's Library) | 9 ottobre 2017         | 31 ottobre 2018       | [ 57 ] [ 58 ] |
| 3  | Hey Arnold! Il film della giungla (Hey Arnold!: The Jungle Movie)              | 24 novembre 2017       | 28 febbraio 2018      | [ 59 ] [ 60 ] |
| 4  | Mini Natale (Tiny Christmas)                                                   | 2 dicembre 2017        | 21 dicembre 2018      | [ 61 ]        |

#### 2018
| N. | Film                         | Trasmissione originale | Trasmissione italiana | Note          |
| -- | ---------------------------- | ---------------------- | --------------------- | ------------- |
| 1  | Jeremy senza freni! (Blurt!) | 19 febbraio 2018       | 25 aprile 2018        | [ 62 ] [ 63 ] |

#### 2019
| N. | Film                                                    | Trasmissione originale | Trasmissione italiana | Note          |
| -- | ------------------------------------------------------- | ---------------------- | --------------------- | ------------- |
| 1  | Un detective alla Bixler High (Bixler High Private Eye) | 21 gennaio 2019        | 25 aprile 2019        | [ 64 ] [ 65 ] |
| 2  | Lucky (Lucky)                                           | 8 marzo 2019           | 23 marzo 2019         | [ 66 ]        |

### Anni 2020

#### 2021
| N. | Film                                            | Trasmissione originale | Trasmissione italiana | Note          |
| -- | ----------------------------------------------- | ---------------------- | --------------------- | ------------- |
| 1  | Natale a casa dei Loud (A Loud House Christmas) | 26 novembre 2021       | 22 dicembre 2021      | [ 67 ] [ 68 ] |